# Copelatus insolitus
Copelatus insolitus es una especie de escarabajo buceador del género Copelatus, de la subfamilia Copelatinae, en la familia Dytiscidae. Fue descrito por Chevrolat en 1863.